# Stout Skycar
El Stout Skycar fue una serie de cuatro aviones ligeros estadounidenses de los años 30 del siglo XX.

## Diseño y desarrollo
William Bushnell Stout fue un prolífico diseñador de vehículos terrestres y aviones, incluyendo la serie del Ford Trimotor. Fue fundador de la Stout Metal Airplane Division of the Ford Motor Company, y en 1931 diseñó el Skycar, que estaba especificado para tener un fácil manejo y proporcionar la comodidad de un automóvil. Se produjeron ejemplares únicos de 4 variantes del diseño básico, entre 1931 y 1944.
El Skycar I fue exhibido por primera vez en el Detroit Show de la primavera de 1931. El avión era un monoplano de ala alta biplaza, que acomodaba a sus ocupantes en una disposición en tándem. Tenía una estructura de tubos de acero totalmente metálica recubierta con paneles de metal corrugado. Fue equipado con ruedas de morro y de cola de línea central, además de un tren de aterrizaje estándar. El fuselaje trasero fue construido como una estructura abierta que llevaba un único empenaje y timón, dentro de la que estaba instalado el motor trasero propulsor. El Sky Car fue exhibido con un motor Moorhouse (Alfred Moorhouse de Detroit, concesionario de la Packard Motor Car Company). El combustible se llevaba en dos depósitos en la parte delantera de la sección central del  hueco del motor, desde donde el mismo era alimentado por gravedad. En fechas postreras el avión fue equipado con dos botalones que llevaban un único empenaje y timón (ver la foto del avión preservado). El avión presentaba puntas alares externas pivotantes equilibradas en lugar de alerones. Stout intentó diseñar un avión simple que tuviera controles similares a los primeros modelos de Ford, incluyendo el mando de ignición y el botón de encendido. Planeó construir el Sky Car (su nombre original era “Sky Car”, pero varios artículos en periódicos y revistas lo escribieron como “Skycar”) y venderlo al precio de un coche de valor moderado (aproximadamente 2000 dólares) si se producía en masa.
El Skycar II de 1941 era una versión repotenciada que utilizaba una construcción de acero inoxidable y botalones gemelos en la cola. El tren de aterrizaje de cuatro ruedas se suponía que era para facilitar una reconstrucción posterior como vehículo rodable, cosa que nunca sucedió. Fue construido con el apoyo de Fred Fisher de General Motors.
El Skycar III de 1943 tenía un motor Lycoming más potente para permitir la operación con mayor peso cargado, pero por lo demás era igual al Skycar II.
El Skycar IV de 1944 también fue conocido como el Spratt-Stout Model 8 y Convair 103. Era similar al Skycar III con botalones gemelos en la cola, pero estaba equipado con empenajes y timones dobles.

## Historia operacional
El Skycar I fue también conocido como Model 11-W o Model II-W. Fue volado como avión personal por Stout durante varios años y más tarde fue donado al Instituto Smithsoniano. Está en exhibición en el Museo Nacional del Aire y el Espacio, en el Aeropuerto Dulles de Virginia.
El Skycar II fue evaluado por las Fuerzas Aéreas del Ejército de los Estados Unidos (USAAF) como el transporte ligero XC-65. Fue destruido en un fuego de hangar alrededor de 1942. 
El Skycar III fue probado por las USAAF como XC-107.

## Variantes
Skycar I
Motor propulsor Michigan Rover R-267 de 56 kW (75 hp), más tarde cambiado por un Warner Junior de 67 kW (90 hp), uno construido.
Skycar II
Motor propulsor Franklin O-200 de 67 kW (90 hp). Peso cargado 703,07 kg, uno construido.
 Skycar III
 Motor propulsor Lycoming O-290 de 93 kW (125 hp). Peso cargado de 827,81 kg, uno construido.
 Skycar IV
 Motor propulsor Franklin 4ACG de 67 kW (90 hp), más tarde cambiado por un Lycoming O-290C de 93 kW (125 hp), uno construido.
Weick W1
 Fred Weick del NACA construyó con permiso su propio avión basado rudamente en el Skycar para realizar pruebas de seguridad y control. Las características probadas fueron aplicadas en su diseño ERCO Ercoupe. 
XC-65
Designación dada por las USAAF al Skycar II para la realización de pruebas.
XC-107
Designación dada por las USAAF al Skycar III para la realización de pruebas.

## Operadores
Estados Unidos
- Fuerzas Aéreas del Ejército de los Estados Unidos

## Especificaciones (Skycar I)
Referencia datos: Aerofiles

### Características generales
- Tripulación: Uno (piloto)
- Capacidad: Un pasajero
- Longitud: 7,3 m (24 ft)
- Envergadura: 13,1 m (43 ft)
- Peso útil: 217,7 kg (479,9 lb)
- Planta motriz: 1× motor lineal de cuatro cilindros refrigerado por aire Michigan Rover R-267.
  - Potencia: 56 kW (77 HP; 76 CV)
- Hélices: Bipala propulsora de madera de paso fijo

### Rendimiento
- Velocidad nunca excedida (Vne):  152.89
- Velocidad crucero (Vc): 128,8 km/h (80 MPH; 70 kt)
- Velocidad de entrada en pérdida (Vs): 56,3 km/h (35 MPH; 30 kt)
- Alcance: 515 km (278 nmi; 320 mi)

## Aeronaves relacionadas

### Secuencias de designación
- Secuencia C-_ (Aviones de Carga del USAAC/USAAF/USAF, 1924-1962): ← C-62 - C-63 - C-64 - C-65 - C-66 - C-67 - C-68 -- C-104 - C-105 - C-106 - C-107 - C-108 - C-109 - C-110 →